# Svend Auken
Pour les articles homonymes, voir Auken.
Svend Auken, né le 24 mai 1943 et mort le 4 août 2009, est un homme politique danois membre des Sociaux-démocrates, ministre et député au Parlement (le Folketing) entre 1971 et 2009.

## Biographie
Il est marié à la journaliste et éditrice Bettina Heltberg entre 1966 et 1993. Il se remarie ensuite avec la réalisatrice Anne Wivel. Il a quatre enfants David (1966), Adam (1968), Louise (1972) et Jessika (1979). Margrete Auken est sa sœur. Il meurt d'un cancer de la prostate le 4 août 2009.

### Sources
- (en) Cet article est partiellement ou en totalité issu de l’article de Wikipédia en anglais intitulé « Svend Auken » (voir la liste des auteurs).